# الان سفلی
الان سفلی روستایی در بخش گل تپه شهرستان کبودراهنگ در شمال غربی استان همدان است. این روستا در مسیر گل تپه به بیجار قرار گرفته‌است و در نزدیکی غار علیصدر قرار دارد. فاصله این روستا تا شهر کبودراهنگ ۶۰ کیلومتر است. 
جمعیت این روستا طبق سرشماری سال ۱۳۹۵تعداد ۴۴۶ نفر و شامل ۱۲۹ خانوار است.در نزدیکی این روستا، رودخانه‌ای است که از کنار این روستا می‌گذرد.